# Дракулић Ријека
Дракулић Ријека је насељено мјесто у Лици, у општини Плитвичка Језера, Личко-сењска жупанија, Република Хрватска.

## Географија
Дракулић Ријека је удаљена око 8 км сјеверозападно од Коренице.

## Историја
Дракулић Ријека се од распада Југославије до августа 1995. године налазила у Републици Српској Крајини. До територијалне реорганизације у Хрватској насеље се налазило у саставу бивше велике општине Кореница.

## Становништво
Према попису из 1991. године, насеље Дракулић Ријека је имала 10 становника, и сви су били српске националности. Према попису становништва из 2001. године, Дракулић Ријека је имала 8 становника. Према попису становништва из 2011. године, насеље Дракулић Ријека је имало 9 становника.
| Демографија | Демографија | Демографија |
| Година      | Становника  | Становника  |
| ----------- | ----------- | ----------- |
| 1948.       | 64          |             |
| 1953.       | 65          |             |
| 1961.       | 37          |             |
| 1971.       | 27          |             |
| 1981.       | 12          |             |
| 1991.       | 10          |             |
| 2001.       | 8           |             |
| 2011.       |             | 9           |